# عبد اللهي (شهدا بهشهر)
عبد اللهي (بالفارسية: عبداللهی) هي قرية تقع في إيران في Shohada Rural District. يقدر عدد سكانها بـ 227 نسمة .